# آنا هاچیسون
آنا هاچیسون (انگلیسی: Anna Hutchison؛ زادهٔ ۸ فوریهٔ ۱۹۸۶) یک هنرپیشه اهل نیوزیلند است. وی از سال ۲۰۰۲ میلادی تاکنون مشغول فعالیت بوده‌است.
از فیلم‌ها یا برنامه‌های تلویزیونی که وی در آن نقش داشته‌است می‌توان به کلبه‌ای در جنگل و بلایندر اشاره کرد.